# تجمع بدو كرمة (لودر)

تعديل مصدري - تعديل

تجمع بدو كرمة هو "تجمع بدوي" في  عزلة زارة بمديرية لودر التابعة لمحافظة أبين، بلغ تعداد سكانها 58 نسمة حسب تعداد اليمن لعام 2004.